# Путінці
Путінці (серб. Putinci, серб. кир.: Путинци) — село в Сербії, у муніципалітеті Рума Сремського округу Воєводини. Населення за переписом 2002 року становить 3244 особи, переважно серби.

## Історичний зріз населення
- 1948: 2 251 душа
- 1953: 2 294 душі
- 1961: 3 029 душ
- 1971: 2 938 душ
- 1981: 3 075 душ
- 1991: 2 890 душ
- 2002: 3 244 душі[2][3]

## Національний склад села
| Національний склад 2002 р. |             |        |
| Нація                      | Чисельність |        |
| Серби                      | 3.083       | 95,03% |
| Югослави                   | 21          | 0,64%  |
| Хорвати                    | 20          | 0,61%  |
| Цигани                     | 17          | 0,52%  |
| Угорці                     | 17          | 0,52%  |
| Мусульмани                 | 5           | 0,15%  |
| Росіяни                    | 3           | 0,09%  |
| Решта                      | 12          | 0,36%  |
| Невідомо                   | 18          | 0,55%  |

## Галерея

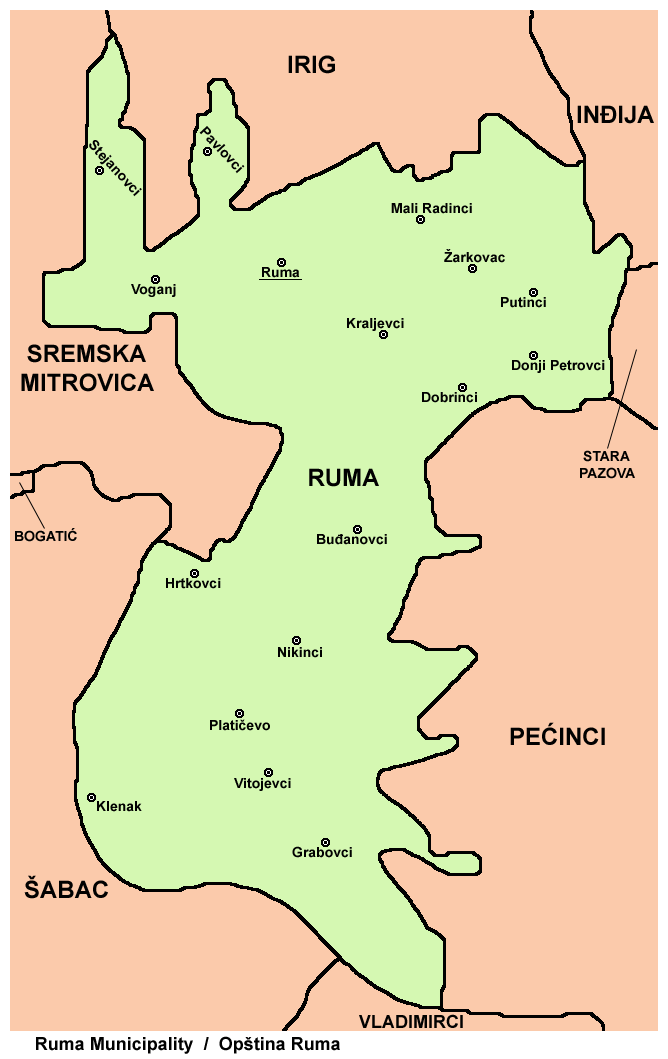
Положення Путінців на карті муніципалітету Рума
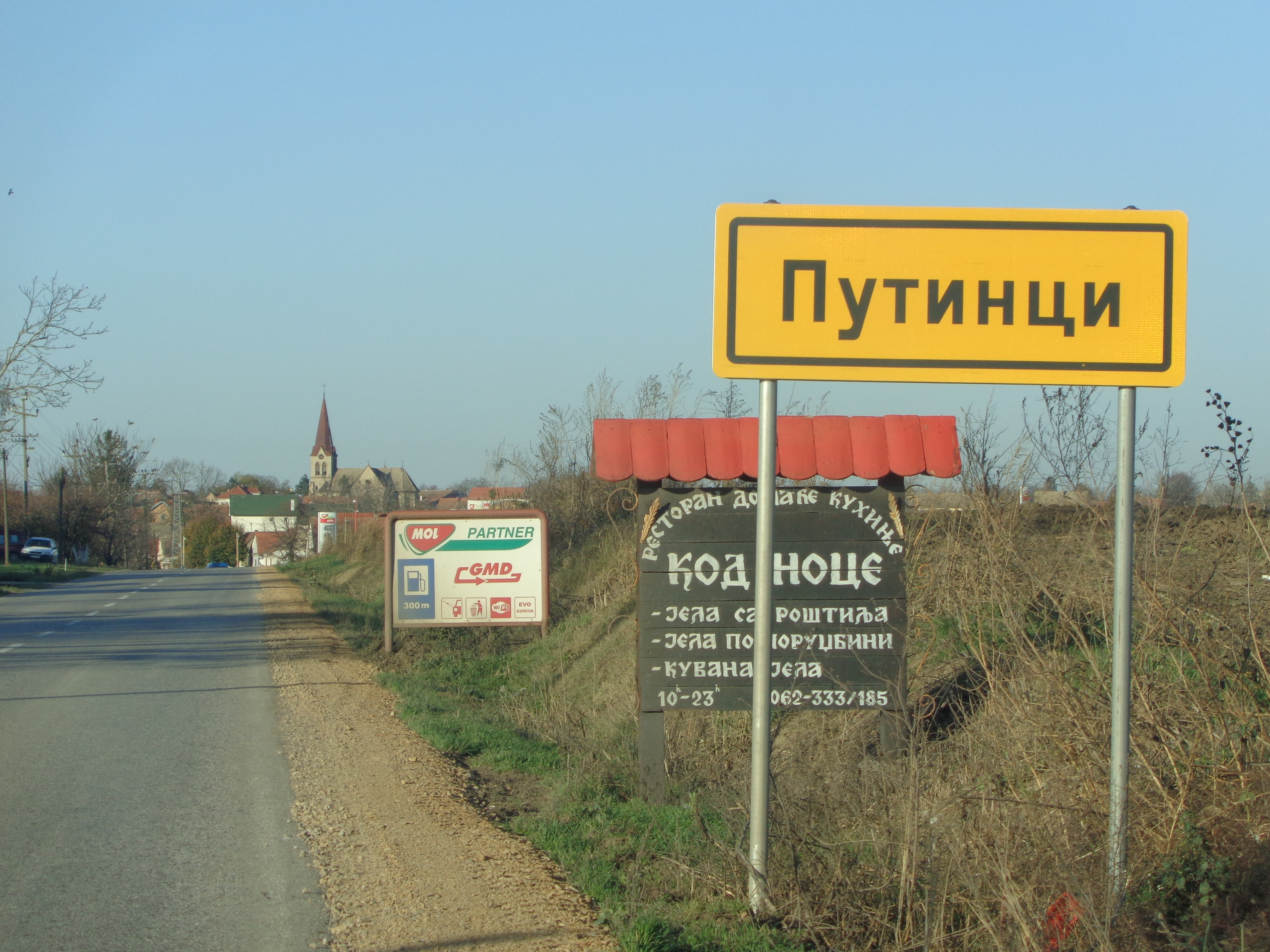
В'їзд у село